# 乌斯特-马雷斯特
乌斯特-马雷斯特（法語：Oust-Marest）是法国皮卡第大区索姆省的一个市镇，属于阿布维尔区和弗里维尔-埃斯卡博坦县。该市镇2009年时的人口为630人。

## 人口
乌斯特-马雷斯特人口变化图示
| 数据来源：INSEE |